# Пляска

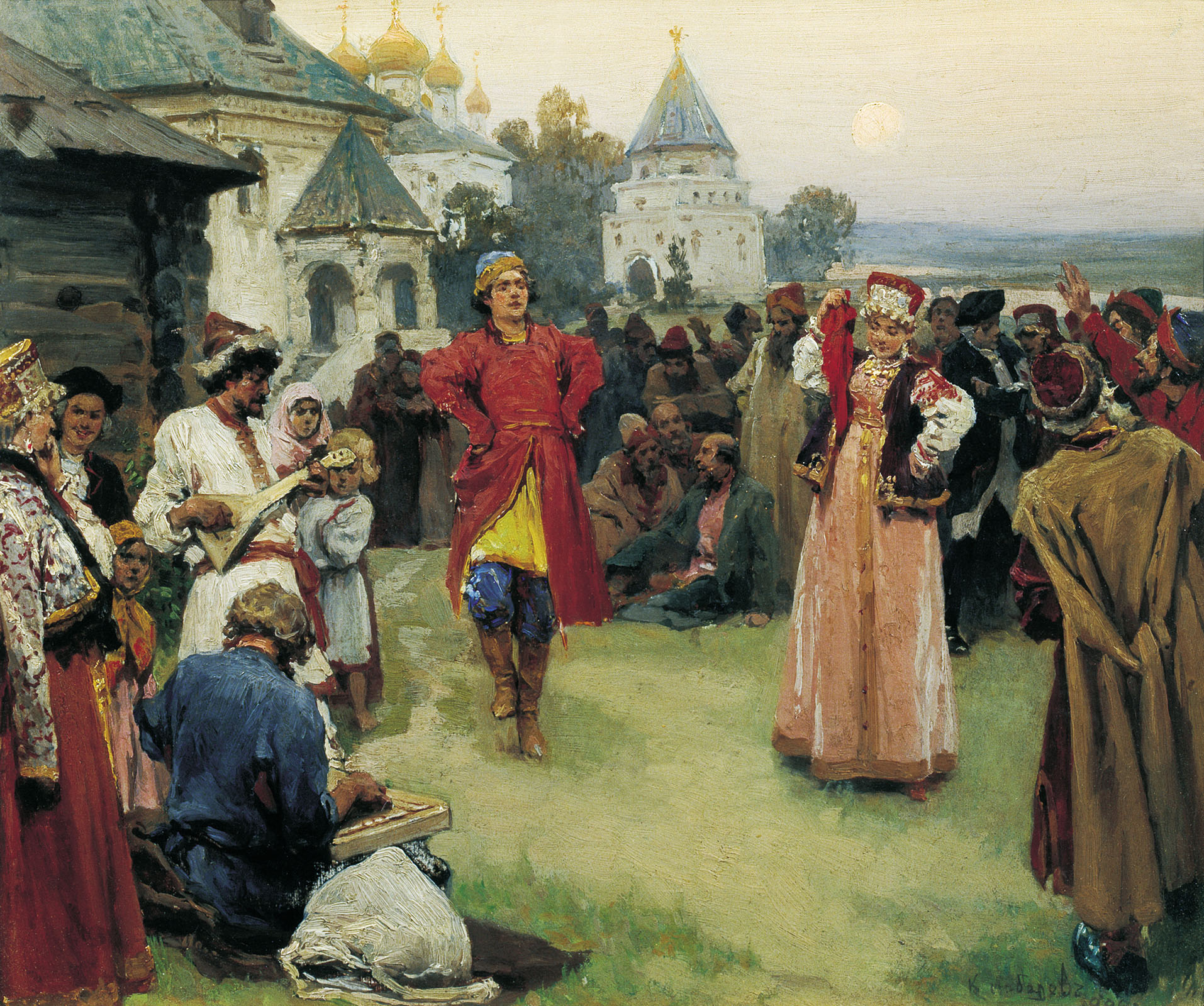
К. В. Лебедев. Пляска. 1900. Государственный музей искусств им. А. Кастеева, Казахстан.

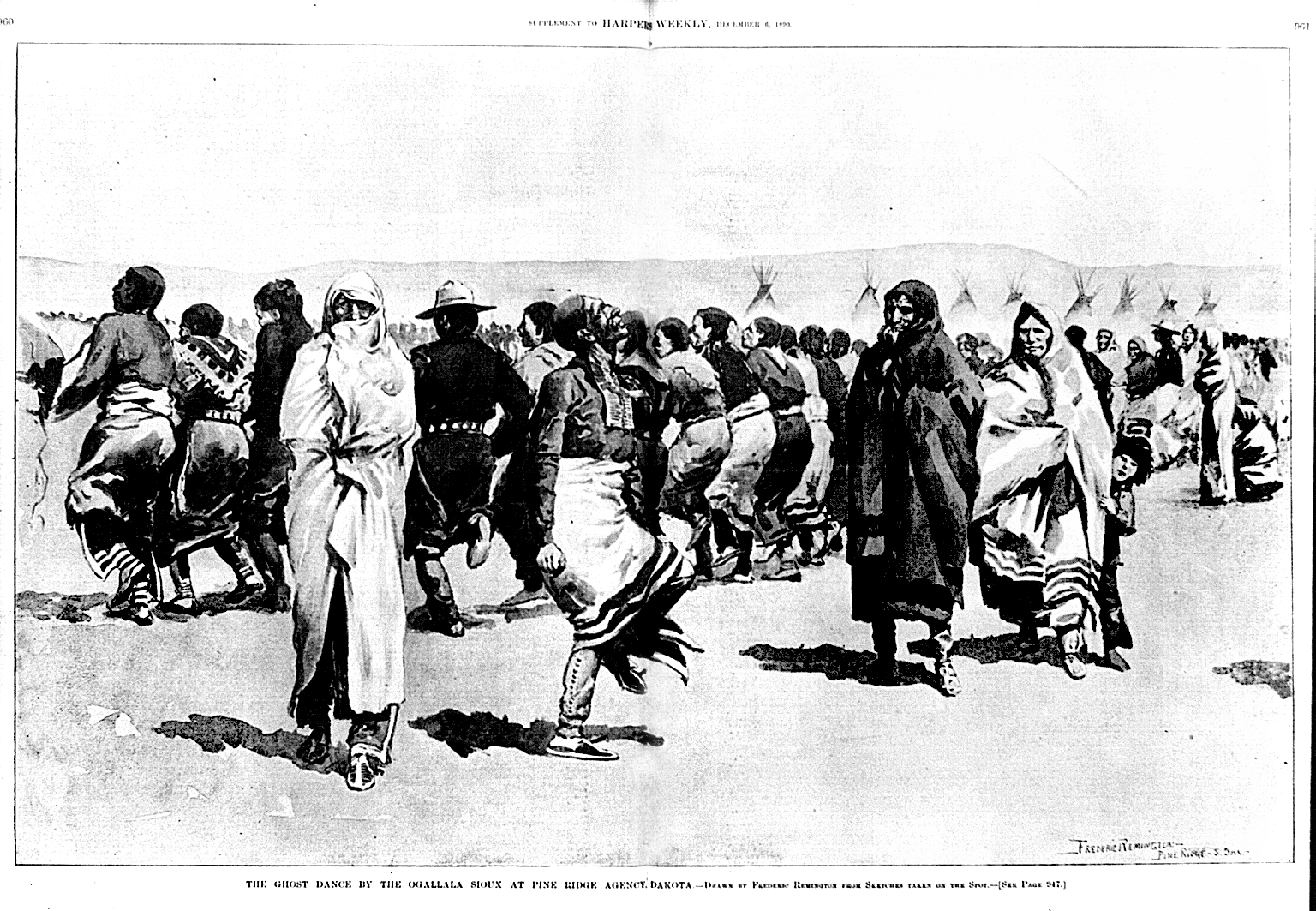
Пляска Духа у индейцев оглала, 1890.

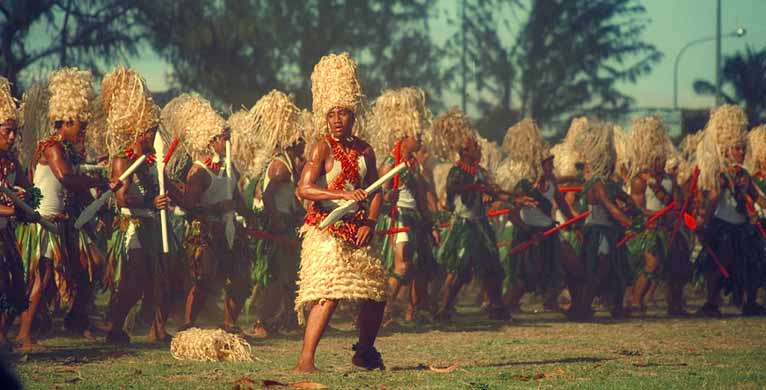
Полинезийский ритуальный военный танец Каилао. 1988.

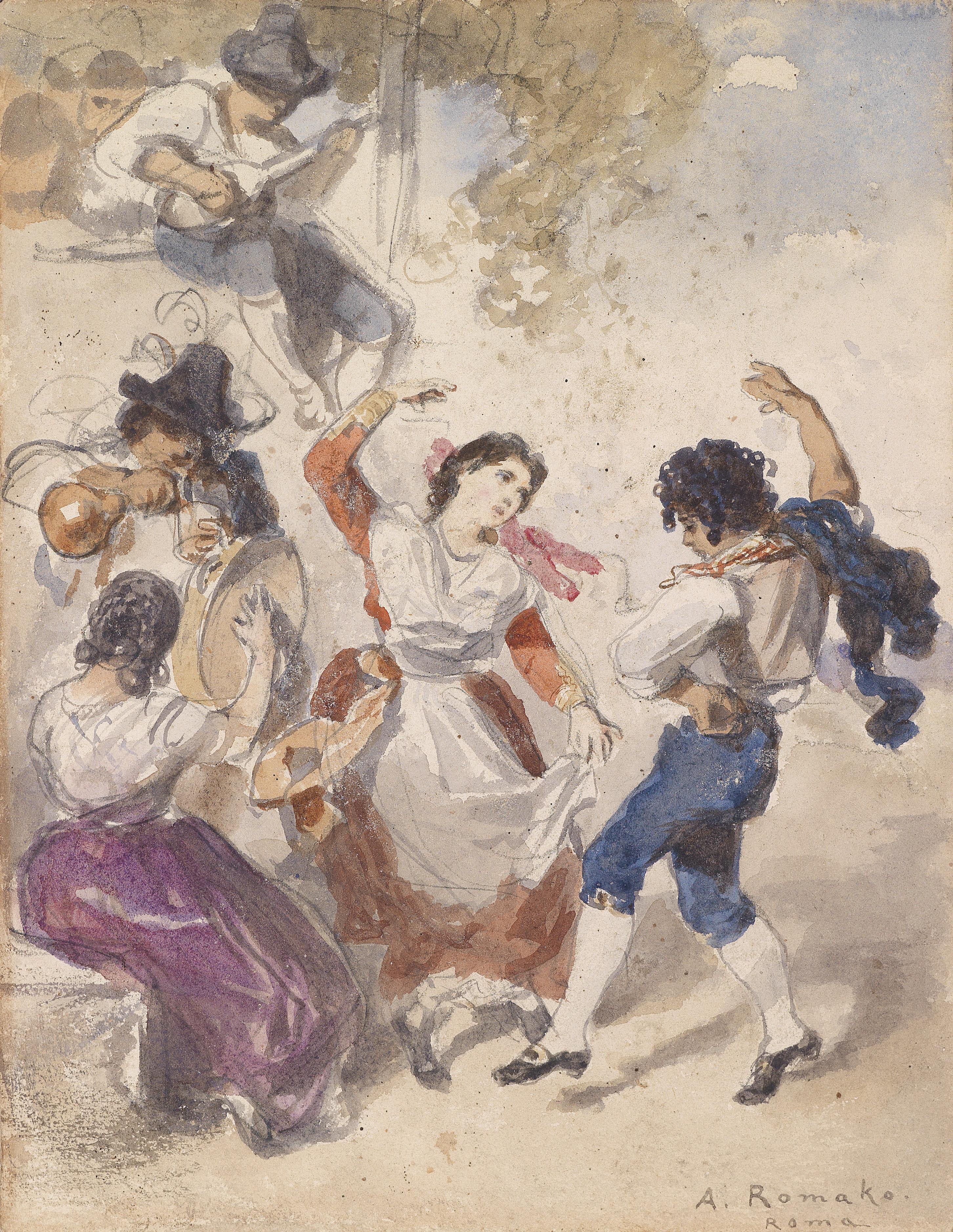
Тарантелла на картине художника Антона Ромако. 1889.

Пля́ска — танец, хождение под музыку, с разными приёмами, телодвижениями. Производится более или менее быстрыми движениями ног, рук и всего тела и часто сопровождаемая криками и пением, сводится в первоначальном своём происхождении к свободному выражению охватывающих человека сильных ощущений: радости, гнева, любовной страсти, когда человек, подобно ребёнку, прыгает от веселья, топает ногами от злости, кружится на месте и т. п.

## Русская пляска
Русская пляска носила импровизационный характер. В каждом регионе России существуют свой, местный тип пляски. Пляска различается по контексту исполнения: обрядовая, необрядовая. Плясовые фигуры — коленца — были очень разнообразны. Участники пляски свободно использовали их по своему усмотрению. Не было регламентировано и передвижение танцоров по плясовому полю: каждый мог занять то место, которое ему хотелось. Самые известные пляски в России: Русского (на задор), Бешенная, Голубец, Барыня, Камаринская, Трепака, Бычок, Кружка, Топтуша (топотуша), Семечка, Матаня, Ломание и другие малоизвестные.
В основе русской пляски лежало несколько характерных приёмов — шаг, хлопушки, присядка, коленца руками, коленца исполняемые всем телом, дробь (появляется уже в XX веке). Одним из наиболее распространённых был шаг, состоявший из множества элементов, в том числе из приседаний, подъёма на цыпочки и др. Особенно популярным был вариант, называвшийся трёхшаг, при котором танцор делал три шага, укладывавшиеся в три первые восьмушки двухчетвертного такта. Распространённым вариантом шага были дробушки, то есть быстрые движения ногами на одном месте. Плясовой шаг мог сопровождаться покачиваниями бедрами, что особенно было характерно для женской пляски.
Пляска характеризуется соблюдением ритма, который, впрочем, замечается и в движениях сердца и лёгких, а равно и в соединённых с перемещением и с выражением ощущений, так что ритм пляски является лишь резче и сильнее выраженной естественной формой передвижения.

## У «диких» народов
Дети и дикари особенно отличаются неудержимым выражением своих ощущений и страстей посредством рефлекторных движений, не поддающихся действию задерживающих центров мозга. Кроме гимнастического элемента, в танцах дикарей проявляется ещё элемент мимический, подражающий известным движениям человека и животных. Это подражание могло быть первоначально бессознательным, рефлекторным, но в более развитой форме оно является обдуманным и часто свидетельствует о большой наблюдательности дикарей. Пляска играет важную роль в жизни примитивных народов; всякое важное событие в жизни — урожай плодов, военный поход, мир и встреча с дружественным племенем, счастливая охота, посвящение отрока в юношу, обильный пир и т. п. — вызывает потребность в пляске, в усиленных, доводящих до полного утомления движениях.
Корробори австралийцев — один из характерных примеров таких танцев. Пляшут обыкновенно только мужчины, топая ногами, прыгая, махая руками, тогда как женщины сидят, поют и бьют такт руками; возбуждение всё растёт, одни ряды танцующих сменяются другими, женщины поют всё громче, покуда, наконец, все пляшущие не сливаются в одну возбужденную массу, не теряющую, однако, такта. Иногда такие пляски, происходящие обыкновенно в лунную ночь или перед зажжёнными кострами, кончаются сатурналиями; вообще сладострастные ощущения играют немалую роль в гимнастических танцах.

## Военные танцы
Военные танцы (напр., новозеландских маори, индейцев) исполняются с оружием, дикими криками, страшными гримасами и ведут обыкновенно к усиленному воинственному возбуждению толпы. Мимические танцы заключаются в подражании прыганью кенгуру, беганью страуса, движению бизонов, преследованию охотников, гребле лодок, военным действиям и т. д. Удовлетворяя известной физической потребности, пляска вызывает и эстетическое наслаждение, содействуя вместе с тем — на низших ступенях культуры — и развитию общественности. Танцы дикарей — обыкновенно массовые; в них принимают участие все молодые и взрослые мужчины (иногда — женщины); вся эта масса движется в такт, сливаясь как бы в один организм. Только война может ещё так сплачивать людей; но пляска является обыкновенно и подготовкой к войне, заменяя военные упражнения.
С другой стороны, пляска играла, вероятно, роль и в половом подборе: ловкий, сильный, искусный охотник и воин был обыкновенно и выдающимся плясуном и производил наибольшее впечатление, имел наибольший успех у женщин. Выражая собою наиболее сильные ощущения и желания, пляска получила и религиозный характер, а мимические танцы, часто соединённые со своеобразными костюмами и масками, с объяснительными песнями и разговорами, послужили прототипом позднейших театральных представлений.
Обе эти роли пляски можно проследить в древнем Египте, у древних греков и римлян, у современных буддистов, в хороводах славянских народностей, в верчениях дервишей и хлыстов, наконец, в танцах, исполняемых иногда ещё и теперь в Севильском соборе в Испании. Мало-помалу, однако, пляска изменила своё значение; она приобрела более сладострастный характер, льстящий чувственности или симулирующий ухаживание и победу над женщиной, или же превратилась в искусство выделывать трудные па, ходить на носках, производить грациозные движения и т. п. (балет).

## Виды национальных плясок
Более естественный вид имеют до сих пор национальные танцы (русский, цыганский, итальянская тарантелла, арагонская хота, венгерский чардаш, польская мазурка, украинский трепак, лезгинка, русская плясовая и т. п.), в музыке, темпе и движениях которых отражается непосредственная веселость и бодрое оживление народной массы.